# Elipse

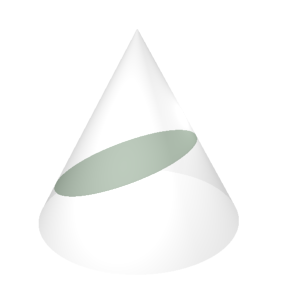
Uma elipse é a intersecção de uma superfície cônica com um plano que a corta numa curva fechada.

Em geometria, uma elipse é um tipo de seção cônica: se uma superfície cônica é cortada com um plano que não passe pela base e que não intersete as duas folhas do cone, a interseção entre o cone e o plano é uma elipse. Para uma prova elementar disto, veja esferas de Dandelin.
Em alguns contextos, pode-se considerar o círculo e o segmento de reta como casos especiais de elipses; no caso do círculo, o plano que corta o cone é paralelo à sua base.
A elipse tem dois focos, que no caso do círculo são sobrepostos. O segmento de reta que passa pelos dois focos chama-se eixo maior, e o segmento de reta que passa pelo ponto médio do eixo maior e é perpendicular a ele chama-se eixo menor. Fixando o comprimento do eixo maior e diminuindo o comprimento do eixo menor, obtêm-se elipses cada vez mais próximas de um segmento de reta. A elipse é também a intersecção de uma superfície cilíndrica com um plano que a corta numa curva fechada.
As medidas da elipse são dadas pela metade dos eixos maior e menor sendo chamadas, respetivamente, de semieixo maior ({\displaystyle a}) e semieixo menor ({\displaystyle b}).

## Equações

Uma elipse e algumas de suas propriedades.

### Coordenadas cartesianas
Algebricamente, uma elipse é a curva no plano cartesiano definida por uma equação da forma
{\displaystyle Ax^{2}+Bxy+Cy^{2}+Dx+Ey+F=0}
tal que 
{\displaystyle B^{2}<4AC,} onde todos os coeficientes são reais, e onde mais de uma solução, definindo um par de pontos ({\displaystyle x,y}) na elipse, existe. O caso {\displaystyle A=C,A\neq 0,B=0} corresponde ao círculo. Quando os eixos da elipse são paralelos aos eixos coordenados, a equação anterior torna a forma mais simples:
{\displaystyle \left({\frac {x-h}{a}}\right)^{2}+\left({\frac {y-k}{b}}\right)^{2}=1,}
onde ({\displaystyle h,k}) é o centro da elipse, e {\displaystyle a} e {\displaystyle b} são os semieixos da elipse.
Outras equações úteis:
1) Centro na origem:
a) Eixo maior paralelo ao eixo {\displaystyle x:}
{\displaystyle {\frac {x^{2}}{a^{2}}}+{\frac {y^{2}}{b^{2}}}=1}
b) Eixo maior paralelo ao eixo {\displaystyle y:}
{\displaystyle {\frac {x^{2}}{b^{2}}}+{\frac {y^{2}}{a^{2}}}=1}
2) Centro como um vértice, geralmente apresentado como {\displaystyle C~(h,k):}
a) Eixo maior paralelo ao eixo {\displaystyle x:}
{\displaystyle {\frac {(x-h)^{2}}{a^{2}}}+{\frac {(y-k)^{2}}{b^{2}}}=1}
b) Eixo maior paralelo ao eixo {\displaystyle y:}
{\displaystyle {\frac {(x-h)^{2}}{b^{2}}}+{\frac {(y-k)^{2}}{a^{2}}}=1}

### Coordenadas polares
Em coordenadas polares, existem duas formas principais de se descrever a elipse:
a) Com origem no centro da elipse:
{\displaystyle r={\frac {ab}{\sqrt {a^{2}\operatorname {sen} ^{2}\theta +b^{2}\cos ^{2}\theta }}}}
b) Com origem em um dos focos:
{\displaystyle r={\frac {a(1-e^{2})}{1+e\cos \theta }},} sendo e a excentricidade.
Essa forma é muito conveniente para aplicações em mecânica celeste, neste caso o ângulo {\displaystyle \theta } é chamado de anomalia verdadeira e é representado pela letra grega {\displaystyle \nu } (nu ou ni)

#### Coordenadas paramétricas
{\displaystyle \left\{{\begin{matrix}x&=&h+a.\cos(t)\\y&=&k+b.\operatorname {sen} (t)\end{matrix}}\right.}

## A elipse como lugar geométrico

A elipse pode ser construída usando-se dois pregos, um barbante e um lápis.

A elipse é o conjunto dos pontos {\displaystyle P} do plano tais que a soma das distâncias de {\displaystyle P} a dois pontos fixos {\displaystyle F_{1}~e~F_{2}} (focos) é constante. O teorema de Dandelin mostra que esta caracterização da elipse é equivalente à definição como secção cónica.
Ou seja, se {\displaystyle dist(F_{1},F_{2})=2c,} então a elipse é o conjunto dos pontos {\displaystyle P} tais que {\displaystyle dist(P,F_{1})+dist(P,F_{2})=2a} em que {\displaystyle a>c} (no caso especial do círculo, os pontos {\displaystyle F_{1}~e~F_{2}} coincidem então {\displaystyle c=0~e~a=r,} com {\displaystyle r} sendo o raio do círculo).
A excentricidade da elipse é definida por {\displaystyle e={\frac {c}{a}}.} A excentricidade também pode ser calculada pelo ângulo característico ({\displaystyle \alpha }) da elipse.
{\displaystyle e={\sqrt {\tfrac {2\cdot cos(\alpha )}{1+cos(\alpha )}}}}
Tem-se {\displaystyle 0\leq e<1} (de novo, {\displaystyle e=0} apenas no caso da circunferência, o caso {\displaystyle e=1} corresponderia ao segmento de reta, mas normalmente {\displaystyle e=1} corresponde a uma parábola). Se {\displaystyle a} for o semi-eixo maior e {\displaystyle b} o semi-eixo menor da elipse, então pelo teorema de Pitágoras vem
{\displaystyle e={\frac {\sqrt {{a^{2}}-{b^{2}}}}{a}}}
Em geodésia e cartografia, é usado o conceito de achatamento (para se referir ao elipsoide de referência), definido por {\displaystyle f={\frac {(a-b)}{a}}.} Como este valor é sempre muito pequeno, ele costuma ser apresentado por seu inverso. Por exemplo, o achatamento do WGS 1984 é {\displaystyle {\frac {1}{298.257223563}}.}

### Características
{\textstyle {\overline {AB}}=2a={\textrm {Eixo}}\ {\textrm {Maior,}}} {\textstyle {\overline {CD}}=2b={\textrm {Eixo}}\ {\textrm {Menor,}}}
{\textstyle {\overline {F_{1}F_{2}}}=2c={\textrm {Distancia}}\ {\textrm {Focal.}}}
O centro da elipse é ponto {\displaystyle O=(0,0)}. Os focos da elipse encontram-se nos pontos:
{\displaystyle F_{1}=(-c,0)\ {\textrm {e}}\ F_{2}=(c,0).}
Temos, pelo Teorema de Pitágoras aplicado ao triângulo retângulo {\displaystyle COF_{2}} (ou ao {\displaystyle COF_{1},} ou ainda ao {\displaystyle DOF_{2}}), que:
{\displaystyle a^{2}=b^{2}+c^{2}}
Este resultado decorre da definição da  elipse: a soma das distâncias de qualquer ponto {\displaystyle P} sobre a elipse até os focos é sempre {\displaystyle 2a}. Em símbolos:
{\displaystyle {\overline {PF_{2}}}+{\overline {PF_{1}}}=2a}
Então, utilizando seguimentos de retas iguais, temos:
{\displaystyle {\overline {CF_{1}}}+{\overline {CF_{2}}}=2a\Rightarrow {\overline {CF_{1}}}=a\,\,{\textrm {ou}}\,\,{\overline {DF_{1}}}+{\overline {DF_{2}}}=2a\Rightarrow {\overline {DF_{1}}}=a}
o símbolo matemático "{\displaystyle \Rightarrow }" significa "implica".

## Área
A área de uma elipse com semieixo maior {\displaystyle a} e semieixo menor {\displaystyle b} é igual a {\displaystyle \pi ab} (semieixo significa metade do eixo). Se a excentricidade da elipse é nula, os semieixos são iguais {\displaystyle (a=b=r),} ficamos então com um círculo de raio {\displaystyle r.} Neste caso, a fórmula da área resulta na expressão mais conhecida para a área de um círculo: {\displaystyle \pi ab=\pi rr=\pi r^{2}.}

## Propriedade refletora

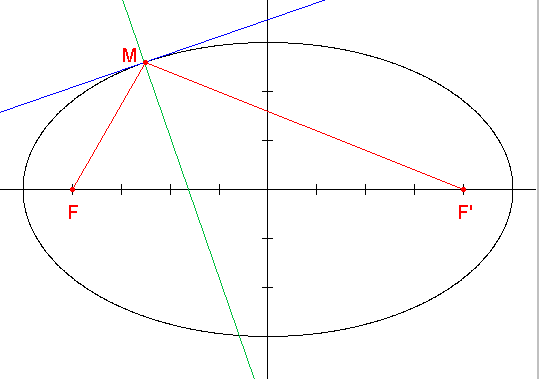
As linhas FM e F'M formam ângulos iguais com a tangente à elipse no ponto M.

A elipse tem a propriedade de que a bissectriz do ângulo formado pelos dois focos e por um ponto qualquer da elipse (como vértice) é perpendicular à tangente à elipse nesse ponto.
Como consequência, qualquer raio luminoso ou onda sonora, que parta de um dos focos, será reflectido pela elipse na direcção do outro foco.

### Particularidades
Segundo esta propriedade, numa mesa de bilhar elíptica, qualquer choque entre duas bolas, acontecido num foco, será refletido e fará bater em uma terceira bola estacionada no outro foco.
Num plano de três dimensões, esse é o princípio da sala de sussurro que existe em museus e exposições: duas pessoas estacionadas nos focos de um elipsoide podem conversar entre si em voz baixa e mesmo assim serem ouvidas por uma pessoa estacionada no outro foco. No Capitólio dos Estados Unidos há uma sala elíptica onde a propriedade refletora da elipse teria sido usada pelo presidente John Quincy Adams para escutar conversas que decorriam do outro lado da sala.
Outro fato curioso sobre as elipses é que, trabalhando com sua excentricidade ({\displaystyle e={\frac {c}{a}}}), podemos obter tanto circunferências (casos de excentricidade nula e, portanto, com distância focal igual a zero) quanto segmentos de reta (casos de excentricidade igual a {\displaystyle 1,} ou seja, a distância focal coincide com o tamanho do eixo maior).
O acompanhamento por telescópio do reflexo da intensa luminosidade de uma supernova nos gases e poeira que se encontram sobre o elipsoide, cujos focos são a supernova e a Terra, tem permitido compreender melhor a estrutura do meio interestelar.

## Primeira lei de Kepler
A primeira lei de Kepler afirma que a órbita dos planetas em redor do Sol é elíptica, estando o Sol num dos focos. Dos seis elementos orbitais necessários para descrever completamente a órbita do planeta dois são os parâmetros que definem a elipse.